# HD VMD
HD VMD är ett informations-lagringsmedium som utvecklats av New Medium Enterprises och bland annat kan hantera högupplöst film. Tekniken bygger på användandet av en traditionell röd laser och är därför förhållandevis billigt i jämförelse med till exempel Blu-ray.